# Sankt Johann im Saggautal
Sankt Johann im Saggautal är en ort och kommun i Österrike. Den ligger i distriktet Leibnitz i förbundslandet Steiermark.
Kommunen består av åtta orter (Ortschaften) (inom parentes invånarantal 1 januari 2024):

- Eichberg (294)
- Gündorf (160)
- Narrath (42)
- Praratheregg (47)
- Radiga (189)
- Saggau (346)
- Sankt Johann im Saggautal (408)
- Untergreith (480)